# Tlahuelilpan
Tlahuelilpan és un municipi de l'estat d'Hidalgo. Tlahuelilpan és el cap de municipi i principal centre de població d'aquesta municipalitat. Aquest municipi és a la part sud-occidental de l'estat d'Hidalgo. Limita al nord amb el municipi de Tezontepec de Aldama, al sud amb Tlaxcoapan, l'oest amb Tula i a l'est amb Tetepango.